# Суворов, Алексей Эдмундович
Алексей Эдмундович Суворов (род. 1991) — российский конькобежец, член олимпийской сборной команды России по конькобежному спорту на Олимпиаде в Сочи. Мастер спорта международного класса, мастер спорта России по конькобежному спорту. Серебряный призёр Всемирной Универсиады (2013 — командная гонка преследования). Участник двух чемпионатов мира среди юниоров, участник Кубков мира 2010, 2011, 2012, 2013 гг. Серебряный призёр чемпионата России 2012 г. на дистанции 5000 метров, серебряный и бронзовый призёр Спартакиады молодёжи России 2012 г., неоднократный победитель Кубка России, победитель финала Кубка России 2013 г. (по другим данным 2012) на дистанции 1500 метров. В прошлом году завоевал 4-е место на чемпионате России, а также стал серебряным призёром зимней Универсиады в Италии. Участник чемпионата Европы 2014 г., серебряный призёр международных соревнований «Предолимпийская неделя» в г. Инцель (Германия).
Участник эстафеты Олимпийского огня Сочи 2014 в Кирове.
Рост: 185 см. (по другим данным — 186). Вес 85 кг.
Выступает за клуб СДЮСШОР «Динамо» (Киров) и за регион Киров (Кировская область). Рядовой спортроты ЦСК ВВС (Самара)
Тренеры: Андрей Плюснин,
В 2002 г. начал заниматься конькобежным спортом в СДЮСШОР «Динамо». За время занятий выполнил норматив мастера спорта России, в 2013 г. выполнил норматив мастера спорта международного класса.

## Образование
Вятский государственный гуманитарный университет (Киров)

## Личные достижения спортсмена
- 2011 год — Чемпионат России (5000 м) — 2 место Б
- 2012 — Спартакиада учащихся (5000 м, 3000 м) — 3 место
- 2012 — Финал Кубка России (1500 м) — 1 место
- 2013 — этап кубка Мира в Солт-Лейк-Сити (1500 м) — 3 место
- 2013 — 26-я Зимняя Универсиада в Трентино (1500 м) — 2 место